# Prionospio decipiens
Prionospio decipiens är en ringmaskart som beskrevs av Söderström 1920. Prionospio decipiens ingår i släktet Prionospio och familjen Spionidae. Inga underarter finns listade i Catalogue of Life.